# B型主序星

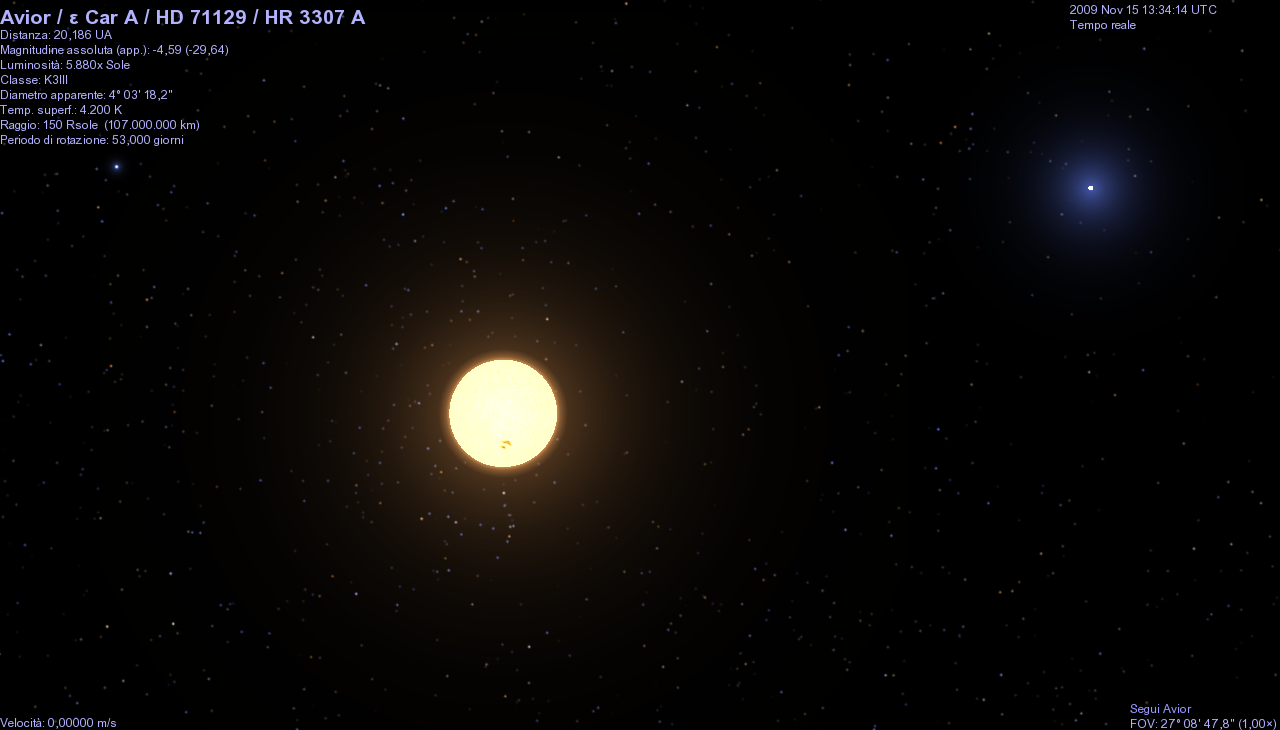
位于船底座的海石一是组联星，其中拥有一颗黄色的B型主序星。

B型主序星（B V）是燃燒氫的恆星，光譜分類為B，光度分類為V的主序星。這一類恆星的質量介於太陽的2至16倍，表面溫度載10,000至30,000K。B型恆星是非常明亮的藍色恆星。它們的光譜中有中性的氦線，在B2的類型中最為明顯，以及溫和的氫線。例如軒轅十四和大陵五A。

## 简介
這種恆星的哈佛光譜分類法刊登在哈佛恒星测光表修订版。在定義上，B型恆星在光譜的藍紫色部分缺少一條氦的電離譜線，也就是沒有氦的電離譜線。所有的光譜類型，包括B型，都有細分的數值尾碼，表示它們與下一種類型接近的程度，因此B2是B型十分級中的第二級，比B0更接近A型。
但是，之後更精細的光譜顯示B0有氦的電離譜線；同樣的，A0也有微弱的中性氦線。隨後細分的光譜類型基於特定頻率的吸收線在恆星中強度，或是比較不同譜線的強度。例如，在MK分類系統中，波長438.7奈米的譜線強度比420.0奈米強的歸類為B0型。氫的巴耳末系譜線在B型中逐漸增強，並在A2型達到峰值（最大值）。電離的矽現被用來矽分B型的恆星，同時鎂線被用來區分溫度上的差異。
B型恆星在大氣層之外沒有冕，並且缺乏對流層。它們比較小的恆星，像太陽這一種，有更高的質量流失率，恆星風的速度大約是3,000公里/秒。B型主序星的能量來源是CNO循環的熱核融合。因為CNO循環對溫度非常敏感，能量的來源大量的集中在這類恆星的核心，結果是對流層出現在核心。這導致核融合產生的氦穩定的與氫燃料混合在一起。許多B型恆星有高速的自轉，在赤道的轉動速度大約是200公里/秒。
有些B型恆星，像是分類為B0至B3的恆星，顯示出有非常強的中性氦譜線。這些化學特殊恆星未稱為強氦恆星，通常他們在光球層會有強大的磁場。對照之下，也有弱氦恆星，它們的氦線強度不足並且有很強的氫光譜。其他化學異常的B型恆星有汞-錳星，它們的光譜類型是B7至B9。Y最後，還有有著途出的氫發射譜線的Be星。